# شاه جهان سوم
شاه جهان سوم (۱۷۱۱ – ۱۷۷۲ (۶۰−۶۱ سال)) او پسر کوچکترین پسر اورنگزیب و مدت کوتاهی امپراتور گورکانیان هند بود.